# (2196) Ellicott
(2196) Ellicott (1965 BC) – planetoida z grupy pasa głównego asteroid okrążająca Słońce w ciągu 6,38 lat w średniej odległości 3,44 au. Odkryta 29 stycznia 1965 roku.